# Tour "Libres" 2009
El Tour "Libres" 2009 es el segundo del grupo Sonohra, y el primero fuera de Italia. El tour se llevó a cabo en varias ciudades de Latinoamérica y Estados Unidos. El propósito de este era promocionar su primer disco en español "Libres". Además durante las fechas del mismo participaron como teloneros en la gira "Live" de Enrique Iglesias.

## Fechas
Marzo
- 22-25: Monterrey, México
- 26-27: Guadalajara, México

Participación en el Tour "Live" de Enrique Iglesias:
- 25: Arena Monterrey, Monterrey (Nuevo León), México
- 27: Complejo Cultural Universitario, Cholula (Puebla), México
- 28: Auditorio Nacional, México, D.F., México
- 29: Auditorio Telmex, Zapopan (Jalisco), México

Abril
- 11-17: Miami, Estados Unidos
- 18-22: San Juan, Puerto Rico
- 23-24: Nueva York, Estados Unidos
- 25-28: Bogotá y Barranquilla, Colombia
- 29-30: Caracas, Venezuela

Mayo
- 1-2: Caracas, Venezuela
- 3-6: Buenos Aires, Argentina
- 7-12: Santiago de Chile, Chile